# AAAアジア野球選手権大会
BFA U-18アジア選手権大会（英語: BFA U-18 Baseball Championship）は、アジア野球連盟（BFA）主催により2年に1度開催される、アジア地域の16歳から18歳の各国・地域代表選手で競われる野球の国際大会である。旧大会名は「AAAアジア野球選手権大会」「18Uアジア野球選手権大会」。

## 概要
- 上位3チームは、翌年の「WBSC U-18ワールドカップ」への出場権を得る。
- 国際野球連盟（IBAF）の国際大会再編によりU-18ワールドカップが奇数年開催に変更となったため、本大会も第10回大会より偶数年開催に変更されることになった（このため第9回大会と第10回大会の間隔が3年空くことになった）。

## 大会記録
| 回 | 開催年      | 開催地         | 優勝                 | 準優勝               | 3位                  |
| -- | ----------- | -------------- | -------------------- | -------------------- | -------------------- |
| 1  | 1994 / 95年 | オーストラリア | 日本                 | オーストラリア       | チャイニーズタイペイ |
| 2  | 1996年      | マニラ         | 韓国                 | チャイニーズタイペイ | 日本                 |
| 3  | 1998年      | 大阪           | 日本                 | チャイニーズタイペイ | 韓国                 |
| 4  | 2001年      | 台北           | チャイニーズタイペイ | 日本                 | 韓国                 |
| 5  | 2003年      | バンコク       | 韓国                 | チャイニーズタイペイ | 日本                 |
| 6  | 2005年      | 仁川           | 日本                 | 韓国                 | チャイニーズタイペイ |
| 7  | 2007年      | 台中           | チャイニーズタイペイ | 韓国                 | 日本                 |
| 8  | 2009年      | ソウル         | 韓国                 | チャイニーズタイペイ | 日本                 |
| 9  | 2011年      | 横浜           | 日本                 | 韓国                 | チャイニーズタイペイ |
| 10 | 2014年      | バンコク       | 韓国                 | 日本                 | チャイニーズタイペイ |
| 11 | 2016年      | 台中           | 日本                 | チャイニーズタイペイ | 韓国                 |
| 12 | 2018年      | 宮崎           | 韓国                 | チャイニーズタイペイ | 日本                 |
| –  | 2020年      | 高雄           | 中止                 | 中止                 | 中止                 |
| 13 | 2024年      | 台北           | チャイニーズタイペイ | 日本                 | 韓国                 |

## 獲得メダル総数
| 順位              | 国/地域              | 金 | 銀 | 銅 | 計 |
| ----------------- | -------------------- | -- | -- | -- | -- |
| 1                 | 日本                 | 5  | 3  | 5  | 13 |
| 2                 | 韓国                 | 5  | 3  | 4  | 12 |
| 3                 | チャイニーズタイペイ | 3  | 6  | 4  | 13 |
| 4                 | オーストラリア       | 0  | 1  | 0  | 1  |
| 計 (国/地域数: 4) | 計 (国/地域数: 4)    | 13 | 13 | 13 | 39 |

## 日本代表と歴代監督
日本代表の監督は主に、高校野球の監督経験を持つ人物が選ばれる（社会人〈企業およびクラブ〉・専門学校から代表を選出した第7回を除く）。歴代監督の大半が選抜高等学校野球大会・全国高等学校野球選手権大会で優勝もしくは準優勝を経験している。
（日本代表監督以外の詳細については各大会項目を参照。）
| 回 | 監督                   | 所属（当時）               |
| -- | ---------------------- | -------------------------- |
| 1  | 渡辺元（現：渡辺元智） | 横浜高等学校               |
| 2  | 尾藤公                 | 元・和歌山県立箕島高等学校 |
| 3  | 中村順司               | 元・PL学園高等学校         |
| 4  | 高嶋仁                 | 智辯学園和歌山高等学校     |
| 5  | 前田三夫               | 帝京高等学校               |
| 6  | 迫田穆成               | 如水館高等学校             |
| 7  | 西正文                 | 履正社医療スポーツ専門学校 |
| 8  | 森士                   | 浦和学院高等学校           |
| 9  | 渡辺元智               | 横浜高等学校               |
| 10 | 高橋広                 | 徳島県立鳴門渦潮高等学校   |
| 11 | 小枝守                 | 元・拓殖大学紅陵高等学校   |
| 12 | 永田裕治               | 元・報徳学園高等学校       |
| 13 | 馬淵史郎               | 明徳義塾高等学校           |
| 14 | 小倉全由               | 元・日本大学第三高等学校   |